# Sybil Ludington
Pour les articles homonymes, voir Ludington.
Sybil Ludington, née le 5 avril 1761 et morte le 26 février 1839, est une héroïne de la guerre d'indépendance américaine. Elle est célèbre pour sa chevauchée nocturne du 26 avril 1777 pour alerter les forces coloniales américaines, où son père Henry Ludington (en) était colonel, de l’approche des Britanniques. Son exploit est similaire à celui de Jack Jouett, mais elle n’avait que 16 ans au moment de son action. Un article de 2015 figurant dans The New England Quarterly (en) indique qu'il y a peu de preuves attestant la véracité de cette histoire.